# Пик Билибина
Пик Били́бина — гора в Магаданской области России. Высшая точка хребта Большой Аннгачак.
Ранее считалась высочайшей вершиной Магаданской области, но после исследования в июле 2020 года уступила безымянной вершине высотой 2337 метра в хребте Охандя. Пик расположен в одной из самых южных цепей хребта Черского. Высота 2292,8 метра.
Постановлением Правительства Российской Федерации от 25.12.2003 № 785 названа в честь советского геолога Юрия Билибина.
Скальные отвесные стены, узкие гребни при подходе к вершине, круглый год сохраняющиеся снежники привлекательные для альпинистов с точки зрения сложности маршрута.
В районе нахождения вершины расположен природный парк областного значения озеро Джека Лондона, а также живописные озёра: Танцующих Хариусов, Мечта, Невидимка.